# Trzcinisko
Trzcinisko (niem. Schönrohr) – wieś w Polsce położona w województwie pomorskim, w powiecie gdańskim, w gminie Cedry Wielkie.
Wieś  na obszarze Żuław Gdańskich nad Martwą Wisłą, stanowi sołectwo Trzcinisko w którego skład wchodzi również miejscowość Szerzawa.
Wieś należąca do Żuław Steblewskich terytorium miasta Gdańska położona była w drugiej połowie XVI wieku w województwie pomorskim. W latach 1975–1998 miejscowość administracyjnie należała do województwa gdańskiego.